# Алма-Атинская швейная фабрика имени 1 мая
Алма-Атинская швейная фабрика имени 1 мая, производственное объединение Министерства лёгкой промышленности Казахской ССР (ул. Тулебаева, 26), специализировалась по выпуску лёгкого женского и детского платья из тканей различного типа. Образовано было в 1975 году в составе трёх швейных фабрик. Предшественник: швейная фабрика, основанная в 1932 году. В годы Великой Отечественной войны выпускалось военное обмундирование. В 1983 году в ассортименте около 30 наименований с Государственным знаком качества и индексом «Н» (Новинка). Годовой объём производства — 56 млн рублей. За годы X пятилетки производительность труда выросла (по сравнению с IX пятилеткой) на 23,4 %. При объединении имелось: здравпункт, столовая на 280 мест, клуб (зал на 380 человек), пионерский лагерь для детей сотрудников объединения. Свыше 400 тружеников фабрики удостоены правительственных наград, в том числе ордена Ленина — А. П. Калмыкова и А. Н. Образцова.
В 1990-х годах приватизировано, выведено из государственной собственности, преобразовано в Акционерное общество и ликвидировано. Оборудование, здание и объекты предприятия проданы.